# Erzurum
Erzurum (eller Erzerum i begyndelsen af det 20. århundrede, Arzen under romerriget, Theodosiopolis under den byzantinske periode og Կարին (Karin) på armensk) er en by på den anatolske højslette i det østlige Tyrkiet. Byen Erzurum, som har omkring 767.848(2018) indbyggere, ligger på en højslette ca. 1.900 m over havet. Den har været handelscentrum i århundreder og er en af Silkevejens stationer. Byen nås med tog, bus eller fly. Med tog og bus tager turen op til 28 timer fra Istanbul. Med fly 1½ time. Der er direkte flyforbindelse flere gange dagligt fra Istanbul med flere flyselskaber.

## Historie
Byens historie går tilbage til 4.000 f.Kr., og mange af Anatoliens tidlige civilisationer har efterladt sig spor . Fundene kan beses i byens arkæologiske museum: smykker, våben og husgeråd fra bl.a. Urartu, skyterne, mederne, perserne, partherne, romerne, byzantinerne, Sassanideriget, araberne, seldsjukkerne, mongolerne, Ilkhanideriget, Safavidedynastiet og naturligvis også fund fra senere tyrkiske kulturer. Blandt store historiske personer, som har regeret over Erzurum, er Alexander den Store (356-323 f.Kr.) og Timur Link (1336 – 1405).
De gamle bymure fra den byzantinske periode er blevet restaureret de senere år. De forhindrede ikke selchuk-tyrkerne i at indtage byen i 1048 og heller ikke, at mongolerne erobrede den i 1242. Erzurum kom først helt under tyrkisk herredømme, da de osmanniske tropper indtog den i 1514. Der blev i 1895 begået massakre på armenere i byen. Kemal Atatürk samlede en kongres i Erzurum den 23. juli 1919, hvor grundlaget for den nationale enhed og republikkens dannelse blev vedtaget forud for befrielseskrigen.

## Arkitektur
Byen består for det meste af moderne beboelseshuse, men flere bygninger fra selchuk-perioden er bevaret. Ulu Camii (den store moske) fra 1179 er en af dem. Den ligger på hovedgaden og lige ved siden af den, ligger den berømte Cifte Minareli Medrese (Dobbelt-Minaret Medrese, dvs. religiøst universitet), byens vartegn. Indgangsportalen er særdeles smuk med udskårne motiver. Syd for den findes Üc Kümbetler (De tre Gravmonumenter). Går man ad Tasmagazalari gaden mod nord, kommer man til guldsmedenes marked. Midt i byen ligger Yakutiye Medrese fra det 13. århundrede, som også har et smukt udskåret indgangsparti og en minaret, som er dekoreret med turkisfarvede mosaikstifter. Yakutiye Medrese er i dag museum. Tæt ved og i den samme park, ligger Lala Pasha moskeen, som var udsmykket med keramikfliser over vinduerne. De fleste af dem er desværre stjålet. Moskeen er bygget under ledelse af den berømte arkitekt Sinan i det 16. århundrede. De to bygningsværker, som ligger kun et stenkast fra hinanden, repræsenterer to vidt forskellige tyrkiske arkitekturer. Går man mod nord ad Menderes gaden kommer man til Rüstem Pasha Karavanseraiet, hvor der sælges smykker med den lokale smykkesten, Oltu Tasi (jet eller sort rav). Der udbydes mest sølvsmykker. Andre historiske mindesmærker er Aziziye Monumentet, som er rejst til minde om den Tyrkisk-Russiske krig, Citadellet (overfor Cifte Minareli Medrese) med Saat Kulesi (Klokketårnet, der er åbent for besøg, giver udsigt over hele byen.

## Turisme
For dem, der vil ud i naturen, er der trekking i Palandöken-bjergene om sommeren og skisport om vinteren. Palandöken er kendt for sin "champagne-sne", dvs. let og luftig sne. Der er pister af alle sværhedsgrader, og flere gode ski-hoteller. Pisterne ligger i 2500-3000 meters højde. Vinter-universiaden finder sted i Erzurum i 2011. Tortum-søen, som ligger 120 km. fra Erzurum, er et besøg værd, især på grund af sine vandfald. Der er mulighed for rafting i floderne i området, og for at bade i varme kilder, bl.a. i Pasinler. Om sommeren kan man være heldig at overvære en omgang Girit, et kampspil på hesteryg. Også 'fe skorstenene' ved Narman et par timers kørsel nordøst for Erzurum er et besøg værd. Køreturen Erzurum-Pasinler-Narman-Tortum-Erzurum (200 km i højder fra 1600 m – 2400 m) kan varmt anbefales pga. naturskønhed.
Erzurums kulinariske specialitet er Cag Kebabi, en helt speciel kebab med lammekød (bedst i Koç Kebap Salonu) og Erzurum Kadayif Dolmasi. Særligt denne skal nydes nylavet, varm og sprød. Fås bedst hos Muammer Tanhaş, hvis forretning ligger overfor Numune Hastanesi (Numune hospitalet).

## Universitet
Erzurums moderne universitet, Atatürk Üniversitesi, ligger i byens nordvestlige del med udsigt til Palandöken. Det har 17 fakulteter og fem højskoler og 15 erhvervshøjskoler. Hovedparten af de ca. 50.000 studerende kommer fra resten af Tyrkiet. Det er netop vedtaget (2001), at der skal bygges et teknisk universitet i området.

## Befolkning
Provinsen Erzurum består af 19 distrikter og har næsten 1 million indbyggere. Erzurum havde gennem historien haft en stor armensk befolkning. Efter 1915 har befolkningen i Erzurum været tyrkisk af turkmensk afstamning med en signifikant kurdisk minoritet, der holder sig til de sydlige distrikter af provinsen, hvor de udgør majoriteten.